# Lucky Star
 Ikke at forveksle med Lucky Star (manga).
"Lucky Star" er en sang af den amerikanske singer-songwriter Madonna fra hendes selvbetitlede debutalbum Madonna (1983). Sire Records udgav sangen som albummets fjerde single den 8. september 1983. Den findes også på de to opsamlingsalbums The Immaculate Collection (1990) og Celebration (2009).
"Lucky Star" blev skrevet af Madonna og produceret af Reggie Lucas. Madonna var dog ikke tilfreds med Lucas' produktionsmetoder, og hun bad derfor sin kæreste, John "Jellybean" Benitez, om at remixe sangen så den stemte overens med hendes ideer. "Lucky Star" er et dansenummer, der musikalsk kombinerer tunge trommerytmer med høje guitarriffs. Lyrisk set sammenstiller Madonna den mandlige krop med stjernerne på himlen. 
Samtidige såvel som nutidige anmeldere har rost sangen, der i manges øjne indvarslede begyndelsen på dansemusikken. "Lucky Star" blev Madonnas første top fem-hit på Billboard Hot 100, hvor hvor den opnåede en fjerdeplads. Den er således det andet af Madonnas sytten top ti-hits i træk. 
Musikvideoen til "Lucky Star" viser Madonna, som står og danser foran en hvid baggrund, akkompagneret af baggrundsdansere. Efter videoens udgivelse blev Madonnas stil en modetrend blandt den yngre generation. Lærde har bemærket, at Madonna i videoen portrætterede sig selv som en narcissistisk og tvetydig person. Hun refererede til sig selv som 'lykkestjernen', ulig sangens lyriske mening. Madonna har fremført "Lucky Star" live et par gange, senest på Confessions Tour (2006). Adskillige kunstnere har også produceret coverversioner af sangen.